# ヤン・アウレル・ビセック
ヤン・アウレル・ルドガー・ビセック（Yann Aurel Ludger Bisseck、2000年11月29日 - ）は、ドイツ・ケルン出身のサッカー選手。セリエA・インテルナツィオナーレ・ミラノ所属。ポジションはDF（CB）。

## クラブ経歴
2007年に地元クラブである1.FCケルンの下部組織へ入団し、2017-18シーズンの11月26日、1.FCケルンとのリーグ戦で16歳ながらトップチームデビューを果たした。デビューの翌シーズンはトップチームでの出番が訪れなかったため、冬の移籍市場でホルシュタイン・キールへレンタル移籍をしたもののわずか3試合の出場に終わった。その後も2019-20シーズンはオランダのローダJCへ、2020-21シーズンはポルトガルのヴィトーリア・ギマイランスへのレンタル移籍に挑戦するが、いずれも成功とは呼べないシーズンとなった。
2021-22シーズンはデンマークのオーフスGFへレンタル移籍することを決めたが、ここではレギュラーに定着したため、まだシーズン途中であった10月27日、ケルンからオーフスへの完全移籍が決定し、2022-23シーズンからの4年契約を結んだ。
2023年7月12日、インテルナツィオナーレ・ミラノに移籍した。契約期間は2028年6月30日までの5年間。背番号は31。
2023年8月19日のセリエA開幕節・ACモンツァ戦の84分にマッテオ・ダルミアンとの交代で途中出場し、移籍後初出場を果たした。同年12月23日に行われたセリエA第17節USレッチェ戦では移籍後初ゴールを挙げた。2023-24シーズンでは控えとして、公式戦21試合に出場し2ゴールを決めた。
2024-25シーズンはUEFAチャンピオンズリーグ・リーグフェーズのマンチェスター・シティFC戦、アーセナルFC戦に先発するなど出場機会を増やしたこともあり、2024年11月15日、大幅昇給を含めた2029年6月30日までの契約延長が発表された。

## 代表経歴
2016年からドイツの各世代別代表に招集されている。

## タイトル
インテルナツィオナーレ・ミラノ
- セリエA：1回（2023-24）
- スーペルコッパ・イタリアーナ：1回（2023-24）